# Alcide d’Orbigny
Alcide Charles Victor Marie Dessalines d’Orbigny (Couëron, 1802. szeptember 6. – Pierrefitte-sur-Seine, 1857. június 30.) francia természettudós, zoológus és paleontológus. Zoológiai szakmunkákban nevének rövidítése: „d’Orbigny”.

## Élete
Csaknem egész Dél-Amerikát beutazta 1826 és 1834 között, megfordult Brazíliában, Argentínában, Paraguay-ban, Chilében, Bolíviában és Peruban. Hazájába egy több mint 10 000 darabos mintagyűjteménnyel tért vissza. 1853-ban a párizsi Jardin des Plantes újonnan felállított paleontológiai katedrájára hívták meg.

## Fő munkái
- Voyage dans l'Amérique méridionale (7 kötet, Párizs, 1835–49)
- Paléontologie française (6 kötet, uo., 1840–60)
- Cours élémentaire de paléontologie et de géologie stratigraphiques (3 kötet, uo., 1851–52)
- Prodrome de paléontologie stratigraphique universelle (3 kötet, uo., 1850–52)